# به‌خاطر وین دیکسی
به‌خاطر وین دیکسی (انگلیسی: Because of Winn-Dixie) رمانی برای کودکان، نوشتهٔ کیت دی‌کامیلو است که در سال ۲۰۰۰ منتشر شد. در سال ۲۰۰۵، فیلمی بر اساس این رمان ساخته شد که کارگردان آن وین وانگ و آناسوفیا راب ایفاگر نقش اوپال بلونی بود.

## بازخورد
یک سال پس از انتشار، به‌خاطر وین دیکسی یکی از نامزدهای اصلی دریافت نشان نیوبری بود. این رمان توانست برندهٔ جایزهٔ ژوزت فرانک و جایزهٔ مارک تواین شود.
در سال ۲۰۰۷، انجمن آموزش ملی ایالات متحده، وین دیکسی را به عنوان یکی از ۱۰۰ کتاب برتر معلمان برای کودکان، بر اساس یک نظرسنجی آنلاین، فهرست کرد. در سال ۲۰۱۲ در فهرست صد رمان برتر کودکان که اسکول لایبرری جورنال منتشر کرد، این رمان رتبه بیستم را به خود اختصاص داد که اولین کتاب از سه کتاب دی کامیلو در صد کتاب برتر بود.